# لیک وینباگو (میزوری)
لیک وینباگو (به انگلیسی: Lake Winnebago) یک شهر در ایالات متحده آمریکا است که در میزوری واقع شده‌است. لیک وینباگو ۷٫۰۴ کیلومتر مربع مساحت و ۱٬۱۳۱ نفر جمعیت دارد و ۲۹۳ متر بالاتر از سطح دریا قرار دارد.